# Comune distrettuale di Mažeikiai
Il comune distrettuale di Mažeikiai è uno dei 60 comuni della Lituania, situato nella regione della Samogizia.

## Località
Fanno parte del comune distrettuale:
- 3 Città:
  - Mažeikiai – 42675
  - Seda – 1309
  - Viekšniai – 2270

- 5 Cittadine (miesteliai):
  - Laižuva – 560MazeikiuRajonoSeniunijos.png** Leckava
  - Pikeliai
  - Tirkšliai – 1626
  - Židikai

- 191 Villaggi, tra i quali:
  - Kalnėnai – 868
  - Krakiai – 642
  - Balėnos – 615
  - Žemalė – 586
  - Palnosai – 555
  - Jautakiai